# Ладозька військова флотилія
Ла́дозька військо́ва флоти́лія — військова флотилія у складі військово-морського флоту Збройних сил СРСР з 25 жовтня 1939 по 4 листопада 1944 року, яка базувалася на Ладозькому озері і прилеглих водних акваторіях. Брала участь у радянсько-фінській і німецько-радянській війні (Радянсько-фінська війна (1941—1944).

## Командування
- Командувачі:
  - капітан 1 рангу С. М. Кобильських (жовтень — грудень 1939);
  - капітан 1 рангу П. А. Трайнин (грудень 1939 — березень 1940);
  - капітан 1 рангу М. А. Смирнов (березень — грудень 1940);
  - капітан 2 рангу В. П. Барановський (грудень 1940 — червень 1941, ТВО);
  - капітан 2 рангу С. В. Земляниченко (червень 1940 — липень 1941);
  - контрадмірал П. А. Трайнин (липень 1941);
  - капітан 1 рангу В. П. Боголепов (липень — серпень 1941);
  - капітан 1 рангу, пізніше контрадмірал Б. В. Хорошхин (серпень — жовтень 1941);
  - капітан 1 рангу, пізніше контрадмірал Чероков В. С. (жовтень 1941 — листопад 1944).